# برزرک
برزرک (ژاپنی: ベルセルク هپبورن: Beruseruku) ؛(به انگلیسی: Berserk) یک مجموعه مانگای ژاپنی است که توسط کنتارو میورا نوشته و طراحی شده است. داستان برزرک در قرون وسطی اروپا و در یک دنیای خیالی و فانتزی تاریک حول محور شخصیت گاتس، یک مزدور یتیم و گریفیث رهبر گروهی از مزدوران که به «گروه شاهین» معروف بودند، رخ می‌دهد. کنتارو میورا برای اولین بار نسخه اولیه برزرک را در سال ۱۹۸۸ در ۴۸ صفحه به نمایش گذاشت و برنده جایزه مدرسه کومی مانگا گشت که در آنجا ثبت نام کرده بود. سال بعد چاپ مجموعه در مجلهٔ منسوخ شدهٔ ماهنامه انیمال هاوس از انتشارات هاکوسنشا شروع شد و اولین جلد از مانگا در ۲۶ نوامبر سال ۱۹۹۰ توسط هاکوسنشا در جتز کامیک منتشر گردید. در سال ۱۹۹۲ پس از انتشار سه جلد اول، انتشار برزرک به مجلهٔ یانگ انیمال منتقل شد، که تاکنون ادامه پیدا کرده است. پس از درگذشت میورا در تاریخ ۶ مه ۲۰۲۱، آخرین فصلی که توسط وی نوشته و تصویرسازی شده بود پس از مرگش در سپتامبر همان سال منتشر شد؛ سپس انتشار مجموعه در ژوئن ۲۰۲۲، با نظارت مانگاکا و دوست دوران کودکی میورا، کوجی موری و گروهی از دستیاران و کارآموزان وی در استودیو گاگا از سر گرفته شد.
یک مجموعه تلویزیونی انیمه ۲۵ قسمتی نیز بر پایه نسخه مانگا و به کارگردانی نااوهیتو تاکاهاشی توسط استودیو اوال‌ام دستمایه اقتباس قرار گرفت که برای اولین‌بار در ۷ اکتبر ۱۹۹۷ از شبکه نیپون تلویژن پخش شده و تا ۳۱ مارس ۱۹۹۸ ادامه داشت. یک سه‌گانه فیلم سینمایی انیمه‌ای نیز تحت عنوان برزرک: آرک دوران طلایی، و در سه قسمت دنباله‌دار ساخته شده است؛ که به عنوان نسخه بازراه‌اندازی شده بر اساس فصل اول نسخه مانگا آن به‌شمار می‌رود که به ترتیب در تاریخ‌های ۴ فوریه ۲۰۱۲، ۲۳ ژوئن ۲۰۱۲ و ۱ فوریه ۲۰۱۳ پخش شد. دومین فصل از مجموعه تلویزیونی انیمه برزرک نیز از ۱ ژوئیه ۲۰۱۶، تا ۲۳ ژوئن ۲۰۱۷ در بیست و چهار قسمت پخش شد که داستان آن دنباله سه‌گانه فیلم سینمایی برزرک: آرک دوران طلایی است.
تا ماه سپتامبر ۲۰۲۳، مانگای برزرک بیش از شصت میلیون نسخه، شامل نسخه‌های دیجیتالی در تیراژ داشته، که این آمار آن را به یکی از پرفروش‌ترین مجموعه‌های مانگا در تمام دوران تبدیل کرده است. این سری همچنین جایزهٔ شایستگی را در ششمین جایزه فرهنگی تزوکا اوسامو در سال ۲۰۰۲ دریافت کرد.
برزرک به‌طور گسترده‌ای مورد تحسین جهانی قرار گرفته است، به خصوص برای داشتن محیط تاریک، قصه‌گویی، شخصیت‌پردازی، اثر هنری دقیق میورا همراه با جزئیات فراوان. شاهکاری که تحول بخش ژانر دارک فانتزی بوده و میورا بیشتر از ۳۰ سال بر روی آن کار کرده است. برزرک الهام بخش آثار فراوانی در سراسر دنیا بوده و تاثیرگذاری آن همچنان ادامه دارد، سری بازی‌های دارک سولز و الدن رینگ به طور مستقیم از این مانگا الهام گرفته‌اند، خالقان حماسه وینلند و حمله به تایتان از تاثیر برزرک بر روی آثارشان سخن گفته‌اند و بسیاری مثال دیگر. این مجموعه به خاطر استفاده فراوان از خشونت و محتوای جنسی شهرت دارد.

## داستان
یک جنگجوی اسرارآمیز که خود را با نام شمشیرزن سیاه معرفی می‌کند، در ماموریتی برای شکار یکی از حاکمان محلی است. هنگام مبارزه با حاکم با دیدن درد و خونریزی، ذهن این جنگجو به زمان گذشته و مسیری که طی کرده بود تا به وضعیت حال خویش برسد برگشت. شمشیر زن سیاه به عنوان‌ گاتس معرفی می‌شود. گاتس بواسطهٔ نفرین شیطانی که بر روی گردنش حک شده، به عنوان شمشیرزنی سیاهپوش دنبال حواریونی است که او را به سوی خود فرا می‌خوانند. این نشانی است که بر روی قسمتی از بدن قربانیان تقدیم شده به تاریکی زده می‌شود و بدین سبب هنگامی که نور خورشید و روشنایی وجود ندارد باعث جذب ارواحی که قصد تسخیر جسم او را دارند می‌شود. در برابر هیولاهای کوچک این نشان کمی تحریک شده که همراه با سوزش و خون آمدن از آن است، اما هرقدر که شیطان قدرتمندتر باشد باعث تحریک‌پذیری بیشتری نیز می‌باشد و این موضوع تا حد مرگ نیز ادامه دارد.
داستان این گونه آغاز می‌شود: دریکی از روزها یک گروه ولگرد در حال آزار دختری جوان بودند که به یکباره مورد حمله قرار گرفتند. شمشیرزن سیاه بازگشته بود. او شمشیری بزرگ به اندازه کینه خود دربرابر پادشاه با خود حمل می‌نمود. درحالی که به تنهایی در جنگل به سر می‌برد، گاتس به سال‌های گذشته و دورانی که در گروهی به نام گروه شاهین به سر می‌برد بازگشت...
گروه شاهین، گروهی بود متشکل از مزدوران به رهبری شخصی زیبارو و کاریزماتیک به نام گریفیث که آرزو داشت روزی به یک شاه تبدیل شود. گریفیث پس از شکست گاتس در نبرد، او را مجبور می‌کند تا به گروه ملحق شود. گاتس رفته رفته توانایی های خود را اثبات می‌کند و تبدیل به بهترین جنگجوی گروه و فرمانده ارشد گریفیث می‌شود، همچنین رفاقت نزدیک و عمیقی با شخص گریفیث ایجاد می‌کند. گروه گریفیث توسط پادشاهی میدلند برای کمک در جنگ صد ساله خود علیه امپراتوری چودر اجیر می‌شود. با جلوتر رفتن داستان گاتس از تمایلات گریفیث برای حکومت بر پادشاهی خود و همچنین آویز اسرارآمیزش مطلع می‌شود، که تحت عنوان بهلیت شناخته می‌شود. بهلیت وسیله‌ای است که هیولایی جاودانه به نام نوسفراتو زاد، با دیدن آن از گرفتن جان گاتس و گریفیث صرف‌نظر میکند و به گاتس هشدار می‌دهد به دلیل دوستی‌اش با گریفیث مرگ دردناکی در انتظارش است.
گروه شاهین  گشایش های فراوانی را در جنگ نصیب پادشاهی میدلند می‌کند. با رشادتهای گاتس و فرماندهی گریفیث، جنگ صد ساله به نفع میدلند تمام می‌شود و گریفیث جاپای خود را سیستم قدرت محکم می‌کند، و قدم به قدم پله‌های قدرت را می‌پیماید. زمانی که گریفیث شروع به رابطه با اشراف میدلند می‌کند، با دختر پادشاه شارلوت آشنا می‌شود، در طرف دیگر گاتس به هم‌رزم و فرماندهٔ دیگر گروه شاهین یعنی کاسکا، که تنها زن جنگجو در گروه نیز می‌باشد، علاقه‌مند می‌شود. نقطه عطف داستان زمانی است که در مهمانی‌ای که به‌ افتخار گروه شاهین برگزار شده است، گاتس ناخواسته صحبت‌های گریفیث نزد پرنسس شارلوت را می‌شنود. گریفیث اذعان دارد که همرزمان او دوستانش نیستند و او تنها کسی را به عنوان دوست می‌پندارد که رؤیای خود را در سر دارد، تنها کسی می‌تواند دوستِ گریفیث باشد که هم سطح خود گریفیث باشد. گاتس تحت تاثیر سخنان گریفیث و احتمالا به دنبال جلب تایید از سوی او تصمیم می‌گیرد گروه را ترک کند تا رویای خود را دنبال کند. غافل از اینکه به نظر میرسد در دل گریفیث تنها استثنای سخنانش گاتس بوده است. با شنیدن خبر رفتن گاتس، گریفیث در تلاش برای جلوگیری از رفتن گاتس در طی دوئلی به او می‌بازد و در یک بن‌بست احساسی قرار می‌گیرد. احساس ترک شدن توسط کسی که او را تنها دوست خود می‌دانست، گریفیث را دچار احساس عدم کنترل میکند و به همین دليل شبانه خودش را به پرنسس شارلوت تحمیل می‌کند اما صبح روز بعد به جرم اغوا کردن پرنسس شارلوت دستگیر می‌شود، و زیر شکنجه‌های پایان ناپذیر، بهلیت خود را از دست می‌دهد. از طرفی گروه شاهین نیز توسط ارتش میدلند جنایتکار خوانده می‌شود. گاتس که به مدت یک سال برای تبدیل شدن به شمشیرزنی ماهر تمرین کرده بود، توسط فردی مرموز تحت نام «شوالیه جمجمه‌ای» هشداری دریافت میکند که اقدامات وی سبب برانگیختن «کسوف» شده است. گاتس پس از اطلاع از وضعیت نامساعد گروه شاهین، یکبار دیگر به آن‌ها ملحق می‌شود تا گریفیث را نجات دهند، و در عین حال سرانجام احساساتش را به کاسکا اعتراف می‌کند.
با وجود نجات موفقیت‌آمیز گریفیث و فرار به سمت مرزهای میدلند، افراد گروه شاهین متوجه می‌شوند گریفیث طی شکنجه‌های جهنمی که بالغ بر یک سال بر او تحمیل شده ، کاملا خرد و شکننده شده است، بسیاری از عضلات بدنش از جمله زبانش را بریده‌اند و حتی توانایی سر پا ایستادن را نیز ندارد. او دیگر از لحاظ فیزیکی و ذهنی قادر به رهبری آن‌ها نمی‌باشد. از این رو، کاسکا و گاتس تعیین می‌کنند که چگونه وقایع پیش رویشان را پشت سر بگذارند. طی فرار از دست سربازان میدلند، گروه شاهین مجددا با نوسفراتو زاد، هیولای بزرگ و ترسناک مواجه می‌شود.  زاد در عین مشاهده وضع اسفناک گریفیث به او تاکید می‌کند که بهلیت مجددا راه خود را به سمت صاحبش پیدا خواهد کرد. در ادامه، طی یک چرخش معجزه‌آسای سرنوشت،  گریفیث آویز بهلیت خود را بازمی‌یابد، در حالی که در همان زمان خورشید گرفتگی بزرگی در حال وقوع است. گردنبند از خون او برای ایجاد یک همگرایی موقت بین جهان فیزیکی و قلمرو معنوی فراطبیعی به شکل یک جهنم دره استفاده می‌کند. گروه شاهین توسط هیولاهای تشنه به خون بیشماری احاطه می‌شود، که گفته می‌شود برای برگزاری مهمانی آیینی گردهم آمده اند. بانیان بزرگ مراسم و خدایانی که شیطان ها می‌پرستند ، گروهی چهار نفره و ابرشیطانی معروف به «دست خدا» هستند که برای اجرای آیینی تحت نام «گرفت» گرد هم آمده‌اند، و مشخص می‌شود که گریفیث فرد برگزیده است، و برای تبدیل شدن به عضو نهایی آن‌ها انتخاب شده است. او تنها در صورتی می‌تواند تبدیل به عضو پنجم دست خدا شود که انسانیت خود را پشت سر بگذارد و همرزمانش را به عنوان قربانی پیشکش کند. گریفیث نیز که چیزی برای از دست دادن ندارد، به یکباره با به‌یادآوردن شخصی که همیشه بوده است شرایط را می‌پذیرد. در دید گریفیث، از میان هزاران هم‌رزم و همراه ، گاتس تنها کسی است که گریفیث را از رویای خود دور می‌کند، چرا که احساسات زیاد گریفیث به گاتس نوعی مانع و نقطه ضعف برای گریفیث است. با یادآوری این نکات، او قربانی کردن همرزمانش را تایید می‌کند. سپس بر روی بدن تمامی افراد گروه یک خاتم شیطانی داغ و حک می‌شود در حالی که همهٔ آن‌ها بدست حواریون «دست خدا» (انسان‌هایی همانند نوسفراتو زاد که با قربانی کردن انسانیت و عزیزانشان به قدرت دست یافتند) قتل‌عام می‌شوند. تنها گاتس و کاسکا از این همه کشی جان سالم به‌در می‌برند، اما نخستین قدم گریفیث به عنوان پنجمین عضو تحت نام «فمتو» این است که جلوی چشمان گاتس به کاسکا تجاوز کند؛ گاتس پر از خشم در تلاش برای نجات کاسکا، ساعد دست چپ و چشم سمت راستش را از دست می‌دهد. آن‌ها توسط شوالیه جمجمه‌ای نجات پیدا می‌کنند، اما این تجربهٔ مصیبت‌بار برای کاسکا به حدی ضربه روانی شدیدی بود که ذهنش به حالتی کودکانه تحلیل میابد. گاتس توسط شوالیه جمجمه‌ای آگاه می‌شود که این «نشان شیطانی» آن‌ها را شبانه هدف ارواح و دیگر موجودات تاریکی قرار می‌دهد. گاتس مراقبت از کاسکا را به عهدهٔ گودوی آهنگر، دختر خوانده‌اش اریکا و ریکرت می‌سپارد. ریکرت آخرین و جوانترین عضو گروه شاهین بود که در زمان خورشیدگرفتگی بین اعضای گروه حضور نداشت و به همین دلیل توانسته بود جان سالم به‌در ببرد. گودو برای گاتس شمشیری جدید و غول‌پیکر به نام «اژدهاکش»، یک دست چپ مصنوعی که داخل آن یک توپ جنگی و کمان زنبورکی کار گذاشته شده درست می‌کند. سپس گاتس شروع به شکار حواریون با هدف یافتن و کشتن گریفیث می‌کند و در عین حال یک شبح شیطانی به نام کودک شیطان را دنبال می‌کند؛ که در واقع فرزند متولدنشده گاتس و کاسکا است که پس از تجاوز فمتو به کاسکا معیوب و تغییر شکل داده است.
دو سال بعد، پس از کشتن تعداد زیادی از حواریون و بدست آوردن لقب «شمشیرزن سیاه»، گاتس با اِلفی به نام پوک همراه می‌شود. آن‌ها توسط فارنِیز، دختری اشراف‌زاده و سردستهٔ گارد سریر مقدس و شوالیه‌های آیِرن چِین دستگیر می‌شوند، که معتقد است گاتس نویدگر آخرالزمان می‌باشد. گاتس پس از نجات فارنیز از دست ارواح، خود نیز فرار می‌کند و نزد گودوی بیمار بازمی‌گردد، اما کاسکا را به حال خود باقی می‌گذارد با خیال اینکه وقتی به ماموریت شکار حواریون می‌رود،  کاسکا در آنجا در امان خواهد بود. با این حال کاسکا فرار کرده و جستجوی گاتس برای پیدا کردن کاسکا، او را به شهر مملو از پناهندهٔ سنت آلبیون می‌رساند، شهری که «دست خدا» آنجا را به عنوان مکانی برای مراسم حلول آماده کرده‌اند تا به یکی از اعضای گروه خود شکلی فیزیکی بخشند. سپس گاتس، کاسکا را از چنگ اسقف متعصب سریر مقدس موزگوس نجات می‌دهد، در حالی که شهر در هرج‌ومرج ترسناکی ناشی از حملهٔ ارواح مردگان غرق گشته است. گاتس و کاسکا همراه با فارنیز و محافظ شخصی‌اش سرپیکو، و یک دزد جوان به نام ایشیدرو، از این وضعیت اسفناک جان سالم به در می‌برند، در حالی که یک حواری ناقصالخلقه که در زیر سنت آلبیون زندگی می‌کرد، کودک شیطانی که همان فرزند گاتس و کاسکا است را می‌بلعد و از جسم او برای بازسازی گریفیث به شکل فیزیکی استفاده می‌کند. در ادامه، گریفیث موفق می‌شود با اجرای این مراسم فرم فیزیکی خود را بازیابی کند و از دنیای ماورا به دنیای مادی برگردد. اما او این بار اهداف بسیار بزرگتری در سر می‌پروراند. پس از اتفاقات سنت آلبیون ، گاتس برای تجدید قوا و تجهیزات خود به نزد گودوی آهنگر برمی‌گردد اما در آنجا متوجه می‌شود که صدای آشنایی در حال صحبت با ریکرت است. گاتس با سرعت به سمت آنها می‌رود و حدسش به یقین تبدیل می‌شود: گریفیث برای دیدن آنها بازگشته است. پس از یک رویایی بسیار پرتنش ، به دلیل ورود نوسفراتو زاد (که هم اکنون با گریفیث/فمتو بیعت کرده است) گاتس موفق نمی‌شود به گریفیث آسیبی برساند. گریفیث نیز به او می‌گوید که از راه‌های رفته پشیمان نیست و تغییری احساس نمی‌کند. همچنین از برنامه‌ی خود به گاتس می‌گوید و به او یادآور می‌شود که مثل سابق ، هیچ چیز تغییر نکرده و رویای اون همچنان برقرار است، و ذکر می‌کند گاتس این را بهتر از هر کسی در دنیا می‌داند.
این بار گریفیث رویای بسیار بزرگتری را در سر دارد و قصد دارد تمام دنیا را زیر سلطه خودش داشته باشد. به لطف قابلیت های فمتو در دنیای ماورا ، گریفیث مجددا قدم های بزرگ خود را برای ساختن دنیایی جدید برمیدارد ، در حالی که گاتس اولویت خود را بازیابی حافظه و روان کاسکا می‌گذارد، و با خود عهد می‌بندد که همیشه از او محافظت کند و دیگر برای انتقام جویی او را تنها نگذارد. به همین دلیل راه خود را از جست و جوی گریفیت جدا می‌کند و به اتفاق دوستان جدیدش، دنبال جزیره الف‌ها برای بازیابی سلامت کاسکا راهی می‌شود. موقتا چرخ سرنوشت راهِ این دو دوست قدیمی را از هم جدا می‌کند ، اما سرنوشت این دو بهم گره خورده است و قطعا روزی مجدد با هم تلاقی خواهند کرد...

## شخصیت‌ها

### شخصیت‌های اصلی
- گاتس (به ژاپنی: ガッツ Gattsu)، (به انگلیسی: Guts) شخصیت اصلی داستان، یک مرد قدبلند و عضلانی با یک شمشیر بزرگ به نام قاتل اژدها و دارای دست چپ مصنوعی مجهز به یک توپ جنگی که قادر به پرتاب خودکار تیرهای کوچکی نیز است. تنها چیزی که به آن اعتماد و تکیه می‌کرد شمشیر بزرگش بود. گاتس یک قهرمان بایرونی است و به عنوان فردی که ممکن است بر علیت غلبه کند متولد شده است، اما قادر به حفظ آن برای یک مدت نامحدود نمی‌باشد. او همیشه با همراه خود، جنی از نژاد اِلف‌ها به نام پاکو که قادر به ترمیم زخم‌ها و درک احساسات بود، به شکار موجوداتی شیطانی با نام اپاسلز یا حواریون می‌پرداخت. حواریون، انسان‌هایی بودند که با شیاطین برای رسیدن به آرزویشان معامله‌ای انجام می‌دادند، که طی آن باید کسی یا چیزی که برایشان عزیز و با ارزش است را قربانی می‌کردند. گاتس هرگز زندگی آسوده‌ای نداشت. هنگامی که از شکم مادر مردهٔ خود متولد شد، باید برای همه چیز می‌جنگید. به سرعت به یک قاتل حرفه‌ای تبدیل شد، در اوایل داستان، گاتس پس از شکست در دوئلی مجبور به پیوستن به گروهی از مزدوران به رهبری فردی باجذبه و گیرا به نام گریفیث شد.[۱۱]
- گریفیث (به ژاپنی: グリフィス Gurifisu) (به انگلیسی: Griffith) شخصیت اصلی و منفی داستان است. او بنیان‌گذار و رهبر گروهی از مزدوران به نام «گروه شاهین»[۱۲] بود. او فوق‌العاده باجذبه، خوش قیافه و گیرا بود، مهارت او در رزم‌آرایی و استفاده از سابر به او و سپاهش شهرت داده و آن‌ها را شکست ناپذیر ساخته بود به‌طوری که او به انتخاب اصلی پادشاه میدلند برای جنگ صد ساله علیه امپراتوری چودر تبدیل شده بود. گریفیث راضی بود همه چیز را قربانی رؤیای بدست آوردن قلمروی پادشاهی خود کند، و معتقد بود سرنوشت او برای چیزهایی فراتر از یک انسان معمولی رقم خورده است. سرچشمه این جاه طلبی‌های او گردنبندی است به نام «بهلیت» که توسط یک پیشگو به عنوان تخم‌مرغ پادشاه به او داده شده بود، که قادر است یک فرد معمولی را به یک پادشاه تبدیل کند در ازای گوشت و خون صاحب بهلیت. در اوایل کار خود، در دوئلی بر گاتس غلبه کرد و گاتس برای او نقش شمشیر در میدان جنگ و دست راست آن و مبارزات سیاسی را بازی کرد. تنها کسانی که گریفیث واقعاً به آن‌ها اعتماد داشت، گاتس و کاسکا بودند که محرم راز او به‌شمار می‌رفتند.[۱۳]

کاسکا

- کاسکا (به ژاپنی: キャスカ Kyasuka) (به انگلیسی: Casca) تنها زن جنگجو در گروه شاهین بود و پس از گاتس و گریفیث بهترین شمشیرزن به‌شمار می‌آمد. کاسکا بسیار به گریفیث وفادار بود و او را به چشم قهرمانی می‌دید که او را از یک زندگی ناقص و تجاوز یک نجیب‌زاده نجات داده بود. در اوایل داستان احساسات او نسبت به گاتس تند و نفرت‌انگیز بود و ترجیح می‌داد او بمیرد.[۱۴] خانوادهٔ کاسکا یک خانوادهٔ فقیر کشاورز بودند که به سبب یورش‌های ناگهانی در روستایشان همیشه مجبور بودند به جاهای مختلف نقل مکان کنند. یک روز یک نجیب‌زاده سر رسید و او را از پدرش خرید و قصد داشت به او تجاوز کند که گریفیث از راه رسید و به او شمشیری داد و به او گفت: «اگر چیزی برای دفاع داری، شمشیر را بردار و از آن دفاع کن».[۱۵] مرد سعی کرد بر روی او بپرد، او شمشیر را بالا نگه داشت و مرد کشته شد.[۱۶] با وجود اینکه کاسکا مخالف پیوستن گاتس به گروه شاهین بود، اما در نهایت او را به عنوان یک همرزم پذیرفت که حتی چندین بار در طی نبرد جانش را نجات داده و کینه‌توزی‌هایش با او به تدریج کاهش یافت، در عین حال احساساتش نسبت به کاتس افزایش پیدا کرد. زمانی که گاتس در حال آماده شدن برای ترک گروه شد، کاسکا سعی کرد او را برای ماندن متقاعد کند، کما اینکه تلاشش هیچ فایده‌ای نداشت. پس از زندانی شدن گریفیث، کاسکا تبدیل به رهبر گروه شاهین می‌شود، و از آنجایی که گروه شاهین توسط ارتش میدلند یاغی برشمرده شد، آن‌ها مجبور به پنهان شدند می‌شوند. زمانی که گروه مورد حمله قرار می‌گیرد، گاتس برای کمک نزد آن‌ها بازمی‌گردد اما پس از پیروزی کاسکا او را مقصر دستگیری گریفیث می‌داند و گاتس را سرزنش کرده و سپس اقدام به خودکشی می‌کند. گاتس یکبار دیگر او را نجات می‌دهد و هر دو در نهایت احساساتشان را نسبت به یکدیگر بروز می‌دهند، و روز بعد ترتیب مأموریت نجاتی برای یافتن گریفیث می‌دهند.

### شخصیت‌های فرعی
در مانگای برزرک اثر کنتارو میورا، در کنار شخصیت‌های اصلی چون گاتس، گریفیث، و کاسکا، شخصیت‌های فرعی زیادی حضور دارند که هرکدام نقشی مهم یا احساسی در داستان دارند. در ادامه، فهرستی از مهم‌ترین شخصیت‌های فرعی مانگا آورده شده:

#### اعضای گروه شاهین (Band of the Hawk)
- جودُو (ジュドー Judō؟) یک مبارز ماهر و اجرا کننده سابق سیرک در گروه اصلی شاهین است که به خاطر توانایی‌هایش در پرتاب چاقو شهرت دارد. نقطهٔ قوت او در درک عاطفی‌اش نهفته است، و این زمانی خود را نشان می‌دهد که او پیوند عاشقانه و رو به رشد بین گاتس و کاسکا را قبل از اینکه خودشان به آن اذعان کنند، تشخیص می‌دهد.
- پیپین (ピピン Pipin؟) یک سلحشور قوی‌هیکل در گروه اصلی شاهین است که از گرز بزرگی برای مبارزه استفاده می‌کند. او که سابقاً یک معدنچی بود، قدرت استثنایی و حواس تیزبینش برای گروه بسیار ارزشمند می‌شود، به‌ویژه زمانی که کمین ارتش میدلند را پس از دستگیری گریفیت شناسایی می‌کند.
- کورکوس (コルカス Korukasu؟) فردی گستاخ که سابقاً رهبری گروهی از راهزن‌ها را بر عهده داشت و در نهایت به گروه شاهین می‌پیوندد.
- ریکرت (リッケルト Rikkeruto؟) جوان‌ترین عضو گروه اصلی شاهین. پس از واقعه «گرفت» زنده می‌ماند و نقش مهمی در دوره‌های بعدی دارد.
- گاستون (ガストン Gasuton؟) به عنوان فرمانده دوم مهاجمان گاتس در گروه شاهین خدمت می‌کند که هم احترام و هم دوستی شخصی خود را نسبت به گاتس نشان می‌دهد.

### گروه گاتس
- پاکو (パック Pakku؟) روح باد از نژاد الف‌ها که از الف‌هایم، جزیره‌ای آرمان‌شهر در دریای غربی، سرچشمه می‌گیرد. او به عنوان یک اِلف، برای افراد کوته‌فکر، به‌ویژه افراد مذهبی متعصب، نامرئی باقی می‌ماند، اگرچه می‌تواند بدون جلب توجه با آن‌ها تعامل داشته باشد. پاکو از توانایی‌های متعددی برخوردار است، از جمله پودر شفابخشی که از بال‌هایش ترشح می‌شود و برق کورکننده‌ای که از بدنش ساطع می‌شود.
- فارونسه دو واندیمیون (ファルネーゼ・ド・ヴァンディミオン Farunēze do Vandimion؟) دختری اشراف‌زاده که ابتدا دشمن گاتس از فرقه شعله مقدس است، اما در نهایت به او ایمان آورده و به گروه او می‌پیوندد. فارونسه که علاقه‌ای به یادگیری جادو دارد به عنوان شاگرد شیروکه سفری روحی را طی می‌کند.
- سِرپیکو (セルピコ Serupiko؟) خدمتکار وفادار و محافظ فارونسه؛ شمشیرزنی ماهر.
- ایشیدورو (イシドロ Ishidoro؟) نوجوانی ماجراجو و کم‌تجربه که گاتس را الگو قرار داده.
- شیروکه (シールケ Shīruke؟) جادوگر کوچک ولی قدرتمند، شاگرد سابق جادوگر بزرگ فلورا. او همراه با الفش، ایوالرا، ابتدا به گروه گاتس در جریان هجوم ترول‌ها در روستای انوک کمک می‌کند و قدرت جادویی فوق‌العاده‌ای را به نمایش می‌گذارد. نقشی محوری در نبردهای ماورایی دارد.

## هماوردها

### اعضای گاد هند
- ووید (ボイド Boido؟) رهبر و مسن‌ترین عضو گاد هند است. ظاهر برجسته او شامل مغزی نمایان، چشمان دوخته شده و لب‌های جمع شده است. ووید دستانی شش انگشتی دارد و شنلی چمیده به تن دارد که قادر است به دلخواه خود درگاه‌های بین ابعادی ایجاد کند.
- اسلان (スラン Suran؟) تنها عضو مؤنث گاد هند است که به صورت زنی بالدار و برهنه با موهایی پیچ خورده شبیه به مار تجلی می‌یابد. شوالیهٔ جمجمه‌ای از او به عنوان «پرنسس فاحشه دریای زهدانی» یاد می‌کند. او مظهر تمایلات سادومازوخیسم و شهوت است و از ظلم و ستم و تأثیر روانی آن لذت می‌برد.
- اوبیک (ユービック Yūbikku؟) عضوی از گاد هند است که به شکل یک دیو کوچک شناور با عینک و زائده‌های شاخک مانند به تصویر کشیده می‌شود.
- کنراد (コンラッド Konraddo؟) عضوی از گاد هند که با اجتناب‌ناپذیری و عذاب در ارتباط است.
- فمتو ( フェムト  Femuto؟) گریفیث پس از واقعه «گرفت» به آخرین عضو گاد هند تبدیل شد.

### دیگر شخصیت‌ها
- شوالیه جمجمه‌ای (髑髏の騎士 Dokuro no Kishi؟) شخصیت مرموز، جنگجویی با زره استخوانی که گاتس را راهنمایی می‌کند. دشمن قدرتمند خداگونگان گاد هند است.
- فلورا (フローラ Furōra؟) جادوگر قدرتمند و دانا و استاد شیروکه. او که از متحدان قدیمی شوالیه جمجمه‌ای است، اظهار می‌کند که او «هنوز قلب انسانی دارد» که نشان می‌دهد او را قبل از تبدیل شدن به شکل ظاهری فعلی‌اش می‌شناخته است.
- دانان ملکه الف‌ها، در جزیره الف‌ها با گروه همراهی می‌کند.
- گادوت آهنگر پیر و منزوی که شمشیر گاتس را ساخته و او را مدتی پناه داده است.
- نوسفراتو زاد (不死のゾッド Fushi no Zoddo؟) که زاد جاودانه نیز نامیده می‌شود، یکی از حَواریون تشنه به خون و نبردی است که سه قرن را در جنگ‌های مداوم پشت سر گذاشته و زنده مانده است. او هم دشمن و هم گاه متحد گاتس است. او پس شکست از فمتو در نبردی به خدمتش درمی‌آید.

## تولید

### مفهوم و تأثیرات
بر طبق اظهارات میورا، منابع الهام به نام مجموعه در زمان ساخت پراکنده بود. او اطلاعاتی در مورد برزرکرها یا زره‌های برزرکر (که برای اولین بار در فصل ۲۲۲ ظاهر شد) که از ابتدا برنامه‌ریزی شده بود، نداشت. او این واژه را انتخاب کرد، و به خودش گفت که «جنبه مرموز آن به خوبی می‌چسبد». میورا بیان کرد که این عنوان با تصویرسازی شخصیت گاتس مرتبط است که تحت تأثیر مکس دیوانه قرار گرفته است و توضیح بیشتری داد «به‌طور خلاصه، شروع از دنیایی با قهرمانی تاریک که تشنهٔ انتقام است، شما را به تصور دربارهٔ یک شخصیت خشمگین وادار می‌سازد. هنگامی که خشمش او را هدایت می‌کند، این خشم را بر سر دشمنان فرو می‌ریزد، اگر می‌خواهید ثابت قدم بمانید، باید بر تعصب او پافشاری کنیم. به همین دلیل بود که فکر می‌کردم «برزرک» عنوانی بی‌نقص برای نمایش جهان من خواهد بود. به گفته میورا، فضای فانتزی تاریک مجموعه از فیلم کونان بربر محصول سال ۱۹۸۲ و سری رمان الریک ملنیبون الهام گرفته شده است. میورا اظهار داشت که فانتزی تاریک را به خودی خود یک ژانر نمی‌دانست، بلکه آن را معادل جامع فانتزی می‌دانست. او اظهار داشت که در خارج از ژاپن، آثار بزرگ فانتزی، مانند ارباب حلقه‌ها، حاوی عناصر تاریک هستند و در ژاپن، ژانر فانتزی توسط بازی‌های ویدیویی مانند دراگون کوئست که کودکان را هدف قرار می‌داد، رواج پیدا کرد و به همین دلیل، ژانر فانتزی را از بین برد، اما از آنجایی که میورا قبل از آن بازی‌ها تحت تأثیر رمان‌ها قرار گرفته بود، «به‌طور طبیعی به فانتزی تاریک روی آورد.»
میورا بیان کرد مشت ستاره شمالی اثر برونسون و تتسو هارا اثری بود که بیشترین تأثیر را بر کار او داشت و همچنین به توسعه سبک هنری او کمک کرد. میورا همچنین پویانما و مانگاکا یوشیکازو یاسوهیکو و مانگاکا فوجیهیکو هوسونو را به عنوان اولین افراد تأثیرگذار بر سبک هنری او ذکر کرد. خشونت جک به قلم گو ناگای و سرگذشت‌نامه گوئین اثر کائورو کوریموتو الهام بخش داستان و فضای مجموعه هستند. رانپو اثر ماساتوشی اوچیزاکی به عنوان مرجعی برای پیشینه داستان به او کمک کرد. به گفتهٔ میورا مجموعه مانگای مورد علاقه‌اش دورورو اثر اوسامو تزوکا بود و او می‌خواست اثری فانتزی بسازد که دارای عناصر تاریک، «ناشفاف» و یوکای شکل باشد. میورا اظهار داشت که اصول داستان‌سرایی را از جرج لوکاس، خالق فرنچایز جنگ ستارگان آموخته است و فیلمی که به همان نام در سال ۱۹۷۷ ساخته شد را اثر مورد علاقه خود نامید. میورا در مورد تأثیر شوجو مانگا بر این مجموعه اظهار داشت که، این دربارهٔ « «بیان قدرتمندانه هر احساسی» است. علی‌الخصوص، او به تأثیر یومیکو اوشیما اشاره کرد، و اینکه اقتباس‌های انیمه‌ای از گل رز ورسایلس و آس را هدف بگیر!، هر دو به کارگردانی اوسامو دزاکی، او را به خواندن مانگای گل رز ورسایلس و آثار کیکو تاکه‌میا، عمدتاً کازه تو کی نو اوتا، تشویق کرد.
برخی از خصوصیت‌های گاتز (شخصیت و طراحی) تا حدی از دوست دبیرستانی میورا و بعدها هنرمند مانگا کوجی موری، توسط مکس راکاتانسکی، قهرمان اصلی مجموعه فیلم‌های مکس دیوانه و هنرنمایی بازیگر هلندی روتخر هاور در بلید رانر (۱۹۸۲)، گوشت و خون (۱۹۸۵)، بین‌راهی (۱۹۸۶) و خون قهرمانان (۱۹۸۹) الهام گرفته شده است. دست چپ مصنوعی گاتس از شخصیت هیاکیمارو در دورورو و قهرمان همنام کبرا الهام گرفته شده است. کِرت، قهرمان اصلی پیگمالیو، اثر شینجی وادا، و تصویری از یک غول شمشیر به‌دست، که در ملکه برفی (اسپین‌آف سرگذشت‌نامه گوئین) نمایش داده شده است، الهام بخش اندازهٔ شمشیر گاتس، به نام قاتل اژدها، با ترکیب شمشیرهای هر دو شخصیت است.

## مانگا
کنتارو میورا ابتدا نسخه اولیه برزرک را در سال ۱۹۸۸ در ۴۸ صفحه به نمایش گذاشت و برنده جایزه مدرسه کومی مانگا گشت. اولین جلد از مانگا در ۲۶ نوامبر سال ۱۹۹۰ توسط هاکوسنشا در جتز کامیک منتشر شد. سه جلد دیگر از مانگا منتشر شد تا اینکه برزرک به‌طور رسمی ابتدا در مجلهٔ سینن مانگا ماهنامه انیمال هاوس (از ۱۹۸۹ الی ۱۹۹۲) و سپس از سال ۱۹۹۲ در یانگ انیمال انتشار یافت. مانگاکای این اثر در تاریخ ۶ مه ۲۰۲۱، بر اثر سکته قلبی درگذشت و انتشار مجموعه در ژوئن ۲۰۲۲، با نظارت مانگاکا و دوست دوران کودکی میورا، کوجی موری و گروهی از دستیاران و کارآموزان وی در استودیو گاگا از سر گرفته شد. تا ۲۴ دسامبر ۲۰۲۱، چهل و یک جلد از این سری منتشر شده است؛ جلد چهل و یکم پس از مرگ میورا در دو نسخهٔ معمولی و ویژه به چاپ رسید. نسخهٔ دوم شامل یک سی‌دی درام و اثر هنری ویژه‌ای روی بوم بود که توسط میورا کشیده شده‌بود.
داستان برزرک به پنج آرک داستانی اصلی تقسیم می‌شود؛ «آرک شمشیرزن سیاه» (黒い剣士篇 Kuroi Kenshi-hen) (جلد ۱ الی ۳)؛ «آرک دوران طلایی» (黄金時代篇 Ōgon Jidai-hen) (جلد ۳ الی ۱۴)؛ «آرک محکومیت» (断罪篇 Danzai-hen) (جلد ۱۴ الی ۲۱)؛ «آرک امپراتوری میلینیوم فالکون» (به ژاپنی: 千年王国の鷹編, Mireniamu Farukon-hen) (جلد ۲۲ الی ۳۵)؛ و «آرک فانتازیا» (幻造世界編 Fantajia-hen) (جلد ۳۵-).

## انیمه

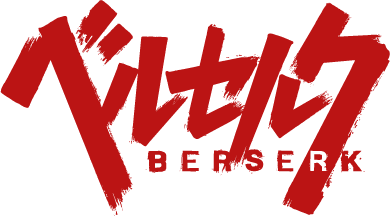
لوگوی برزرک

#### نخستین مجموعه تلویزیونی
مجموعه انیمه برزرک توسط نائوهیتو تاکاهاشی کارگردانی شده و به‌وسیلهٔ استودیوی اوال‌ام تهیه گردیده و پخش آن از ۷ اکتبر ۱۹۹۷ در شبکهٔ نیپون تلویژن آغاز شده و ۳۱ مارس ۱۹۹۸ به پایان رسید. قسمت اول انیمه برگرفته از نخستین کتاب مانگا به نام شمشیرزن سیاه شروع شده و ۲۴ قسمت بعدی آن از روی فصل عصر طلایی، از کتاب ۴ تا ۱۰ و بعد از آن ۱۲ و ۱۳ ساخته شده است. کتاب ۱۱ و شخصیت Wyald به‌طور کامل از نسخه انیمه حذف شده‌اند. برای ساخت نسخه انیمه در ۲۵ قسمت تغییرات بسیاری در آن اعمال شده است. شخصیت‌هایی شامل پاکو، دونووان، شوالیه جمجمه‌ای، ترسیئا و پدرش و Wyald به همراه بسیاری از صحنه‌های خشن و صحنه‌های جنسی مانگا از داستان انیمه حذف شده‌اند.
در آسیا، وپ ویدئو مجموعه برزرک را در سیزده وی‌اچ‌اس و دوازده وی‌سی‌دی که هر کدام شامل دو قسمت بودند، بین سال‌های ۱۹۹۸ تا ۱۹۹۹ در ژاپن منتشر ساخت. همچنین در سال ۲۰۰۱ این سری در شش دی‌وی‌دی به نام‌های فریاد جنگ، سرباز فناناپذیر، شاهین سفید، وکیل مدافع شیطان، تاوان آرزوها و دست خدا منتشر شده است.

#### مجموعه فیلم‌ها
برزرک: آرک دوران طلایی توسط استودیوی یوندو شی و به کارگردانی توشی‌یوکی کوبوکا به صورت سه‌گانه فیلم سینمایی انیمه‌ای اقتباس شد. نخستین فیلم تحت عنوان تخم‌مرغ پادشاه در ۴ فوریه، ۲۰۱۲ در کشور ژاپن به نمایش درآمد. دومین فیلم با نام نبرد برای دولدری، در ۲۳ ژوئن ۲۰۱۲ منتشر شد، و سومین فیلم نیز با عنوان ظهور، در تاریخ ۱ فوریه ۲۰۱۳، در ژاپن نمایش داده شد.

#### دومین مجموعهٔ تلویزیونی
دومین مجموعهٔ تلویزیونی انیمه اقتباسی برزرک توسط استودیو لیدن فیلمز تولید شد و به‌وسیلهٔ استودیو پویانمایی گمبا و میله‌پنسی تصویرسازی گردید. پخش این سری در دو فصل صورت گرفت، نخستین فصل به تعداد ۱۲ قسمت در شبکه‌های WOWOW، ام‌بی‌اس، تی‌بی‌اس، سی‌بی‌اس و بی‌اس-تی‌بی‌اس از ۱ ژوئیه و ۱۶ سپتامبر ۲۰۱۶ پخش شد. پخش فصل دوم دوازده قسمتی نیز از آوریل تا ژوئن ۲۰۱۷ صورت گرفت.

## موسیقی متن
موسیقی متن انیمه و بازی ویدئویی برزرک اثر آهنگساز ژاپنی سوسومو هیراساوا است، که در ۱۱ ژوئن ۱۹۹۷ منتشر شده است. این آلبوم شامل ۱۱ ترانه و همچنین یک آهنگ اضافه می‌باشد.
| شماره      | نام                                                             | نویسنده(ها)     | مدت   |
| ---------- | --------------------------------------------------------------- | --------------- | ----- |
| ۱.         | «Behelit» (بهلیت)                                               | سوسومو هیراساوا | ۱:۵۵  |
| ۲.         | «Ghosts» (ارواح)                                                | سوسومو هیراساوا | ۱:۴۱  |
| ۳.         | «Ball» (توپ)                                                    | سوسومو هیراساوا | ۱:۰۸  |
| ۴.         | «Guts» (گاتس)                                                   | سوسومو هیراساوا | ۳:۳۵  |
| ۵.         | «Murder» (قتل)                                                  | شون             | ۹:۲۹  |
| ۶.         | «Fear» (ترس)                                                    | سوسومو هیراساوا | ۳:۲۶  |
| ۷.         | «Monster» (هیولا)                                               | سوسومو هیراساوا | ۴:۰۳  |
| ۸.         | «Earth» (زمین)                                                  | سوسومو هیراساوا | ۴:۲۳  |
| ۹.         | «Berserk ~Forces~ (TV Version)» (نیروهای برزرک)                 | سوسومو هیراساوا | ۱:۵۶  |
| ۱۰.        | «Tell Me Why» (بهم بگو چرا؟)                                    | PENPALS         | ۱:۱۵  |
| ۱۱.        | «Waiting So Long» (انتظار بیش از حد)                            | سیلور فینز      | ۱:۲۲  |
| ۱۲.        | «Queen's Funeral (Bonus track)» (تشییع جنازه ملکه (آهنگ جایزه)) |                 | ۱:۰۹  |
| مجموع مدت: | مجموع مدت:                                                      | مجموع مدت:      | ۳۹:۲۵ |

## بهلیت

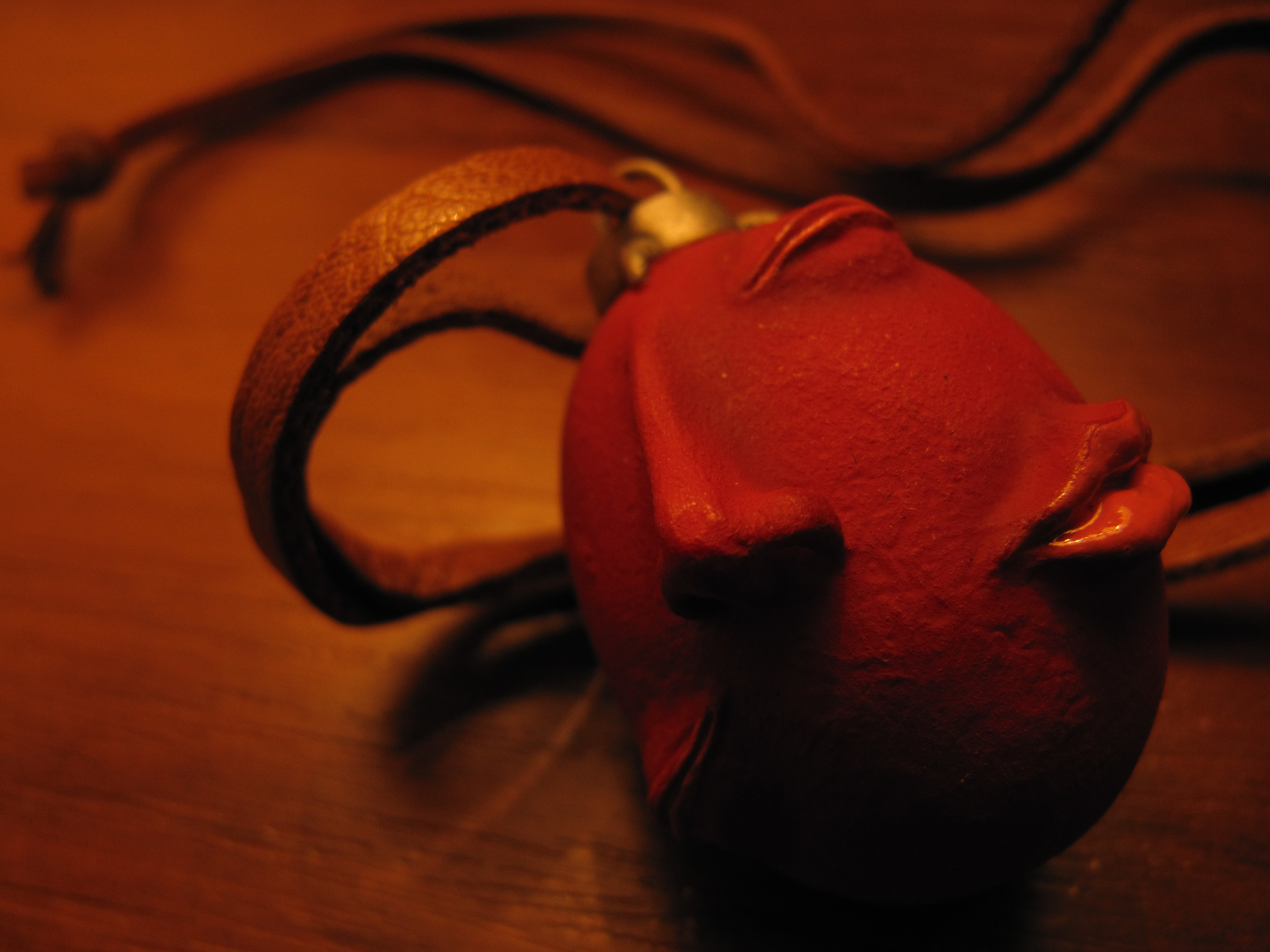
بهلیت زرشکی رنگ که با نام «تخم‌مرغ پادشاه» نیز شناخته می‌شود.

بهلیت (به ژاپنی: ベヘリット Beheritto) گردنبند یا آویزی است بیضی شکل شبیه به تخم‌مرغ و بسیار معنوی که شکل اجزاء صورت انسان به‌طور نامنظم در اطراف آن پراکنده شده و به آن ظاهری نگران و ناراحت‌کننده داده است. در داستان اغلب به این مسئله اشاره شده که بهلیت‌ها زنده به نظر می‌رسند و از خود انرژی منفی و وحشتناکی ساطع می‌کنند. گاهی اوقات به نظر می‌رسد یکی از چشمان بهلیت باز شده و به کسی که در حال بررسی آن است نگاه می‌کند، اما این موضوع در کسری از ثانیه اتفاق می‌افتد و صرفاً به عنوان یک توهم در نظر گرفته می‌شود. آن‌ها دارای قدرت هستند و همیشه از صاحب خود محافظت می‌کند. بهلیت نماد عقده‌های درونی انسان می‌باشد که در زمان بحران فعال می‌شود و نیت واقعی را نمایان می‌سازد، نمادی که با فعال شدن از سیرت به صورت تغییر شکل می‌دهد.
بهلیت‌ها کلیدهایی برای بازکردن دروازه میان دنیای انسان‌ها و اعماق زیرزمین هستند، مکانی که «دست خدا» (یک گروه قدرتمند پنج نفره شامل وُید، اِسلان، کونراد، اوبیک و فِمتو که از فرشتگان یا شیاطین تشکیل شده‌اند و هر کدام به یک انگشت یا شست دست مربوط می‌شوند و از نظر قدرت و اقتدار مستقیماً پایین‌تر از خدای دنیای زیرزمین قرار دارند) ساکن آنجا می‌باشند. بهلیت به صاحبانی که سرنوشت آن‌ها رقم خورده تعلق دارد و تا زمانی که استفاده نشوند، نمی‌توانند برای همیشه از دست داده شده یا دور انداخته شوند. هنگامی که تمایل فرد برای فرار از شرایط کنونی به اندازه کافی زیاد باشد، بهلیت راه خود را به سوی او می‌یابد و دست خدا را برای برآورده کردن آرزویش با یک قربانی مناسب احضار می‌کند. وقتی این اتفاق رخ می‌دهد، ویژگی‌های ظاهری بهلیت به شکل صورتی که در حال جیغ کشیدن و خون گریه کردن است، تغییر می‌یابد. این قدم‌های اولیه‌ای است که انسان‌ها از طریق آن به حواریون تبدیل می‌شوند.
بهلیت‌های عادی، معمولاً به رنگ زرد، آبی یا سبز هستند اما بهلیت زرشکی رنگ گریفیث با نام تخم‌مرغ پادشاه که توسط یک پیشگو به او داده شده بود از نوع نایاب و منحصر به فرد بود. گفته شده در ازای گوشت و خون صاحبش دنیا را به او می‌بخشد. در هر ۲۱۶ سال یکبار، نزدیک به زمان وقوع خسوف، سرنوشت دارنده بهلیت قرمز رنگ به جای تبدیل شدن به یک حواریون، عضو بعدی گروه دست خدا می‌شود.